# Наталия Филоненко
Наталия Анатолиевна Филоненко (родена – Скакун; 3 август 1981 г. в Благовещенка) е украинска щангистка, олимпийска шампионка през 2004 г., световна рекордьорка.

## Биография
Родителите на Скакун се запознават в Алтай, където баща ѝ служи, след това живеят в Лебедин, Киевска област. Наталия има две сестри: по-голяма – Юлия, и по-малка – Надежда. Те също се занимават с вдигане на тежести, Юлия е международен майстор на спорта.
Наталия Скакун започва да спортува на 11-годишна възраст, първият треньор е Николай Ратушняк. След това тренира с Василий Кулак.
Скакун печели първия си златен медал на световното първенство през 2001 г. в Солун. В памет на тази победа тя прави татуировка под формата на черна пантера на рамото си. На летните олимпийски игри през 2004 г. в Атина Скакун, въпреки контузията в гърба, печели златен медал и титлата на олимпийска шампионка в категория до 63 кг с общо 242,5 кг. В тласкането тя вдига 135 кг, поставяйки нов олимпийски рекорд. Тя държи и световния рекорд от 138 кг, който поставя на световното първенство по вдигане на тежести през 2003 г.
След Олимпиадата апартаментът на Скакун в Чернигов е ограбен и всички спортни награди са откраднати.
В края на спортната си кариера тя започва да се занимава с треньорска дейност.
Първият ѝ съпруг, Андрей Никитенко, се разболява от пневмония и умира на 28-годишна възраст, от него Наталия има син Никита (записан с фамилията на майка си). От втория си съпруг Иван Филоненко (със седем години по-млад от Наталия) тя има дъщеря Анна.